# Koreansk berberis
Koreansk berberis (Berberis koreana) är en berberisväxtart som beskrevs av Ivan Vladimirovitj Palibin.
Koreansk berberis ingår i släktet berberisar och familjen berberisväxter. Inga underarter finns listade i Catalogue of Life.

## Bildgalleri

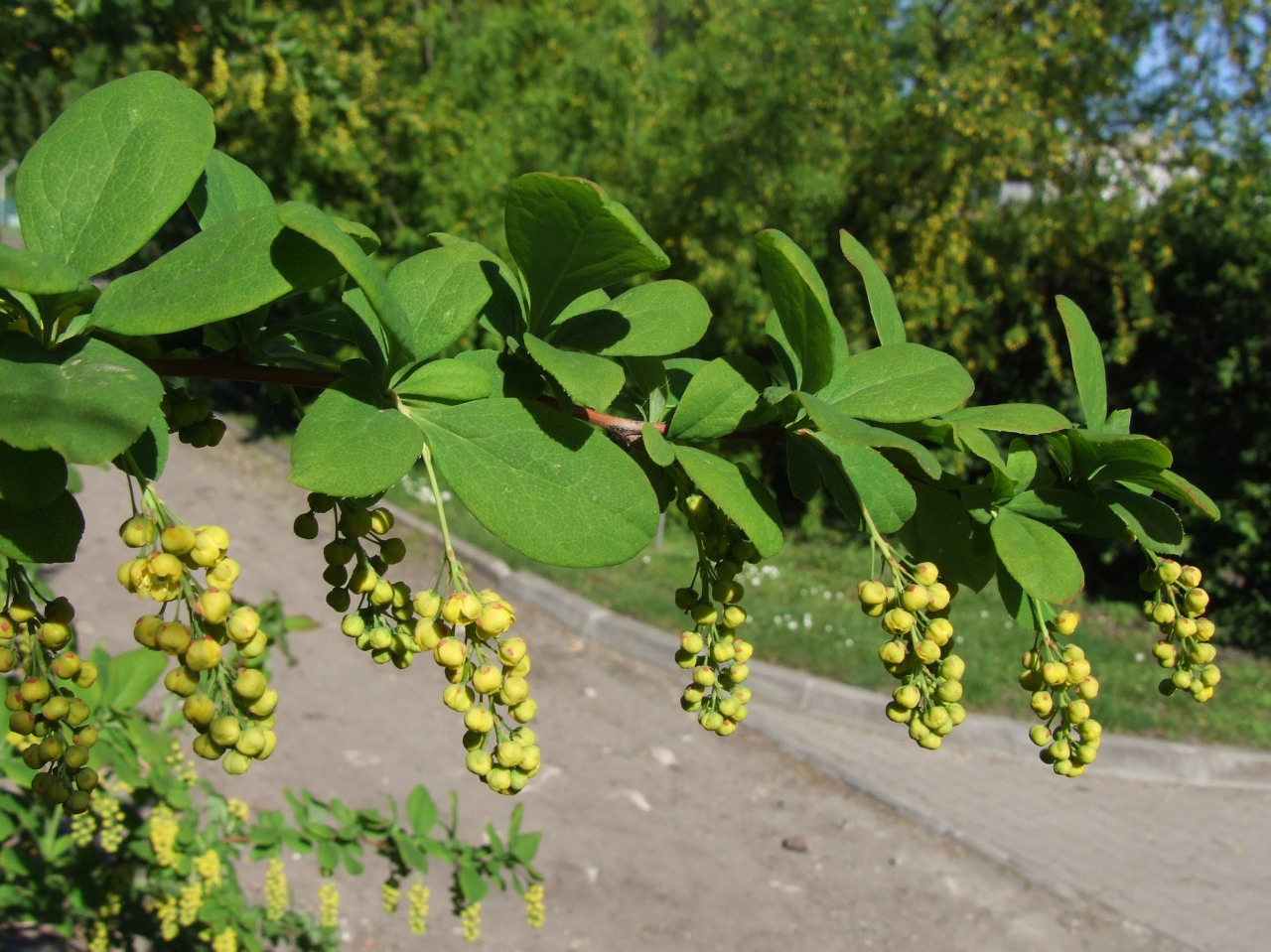
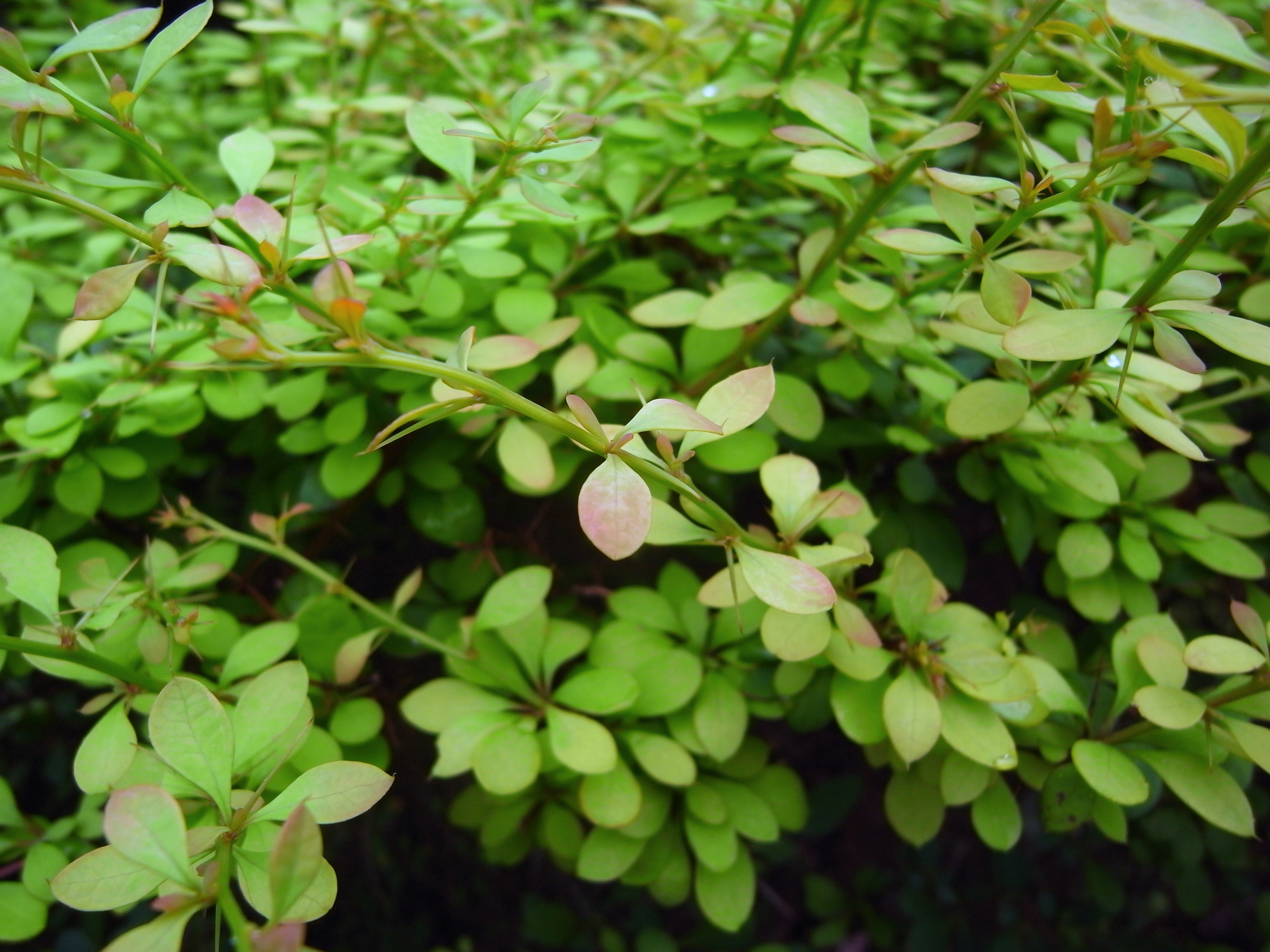
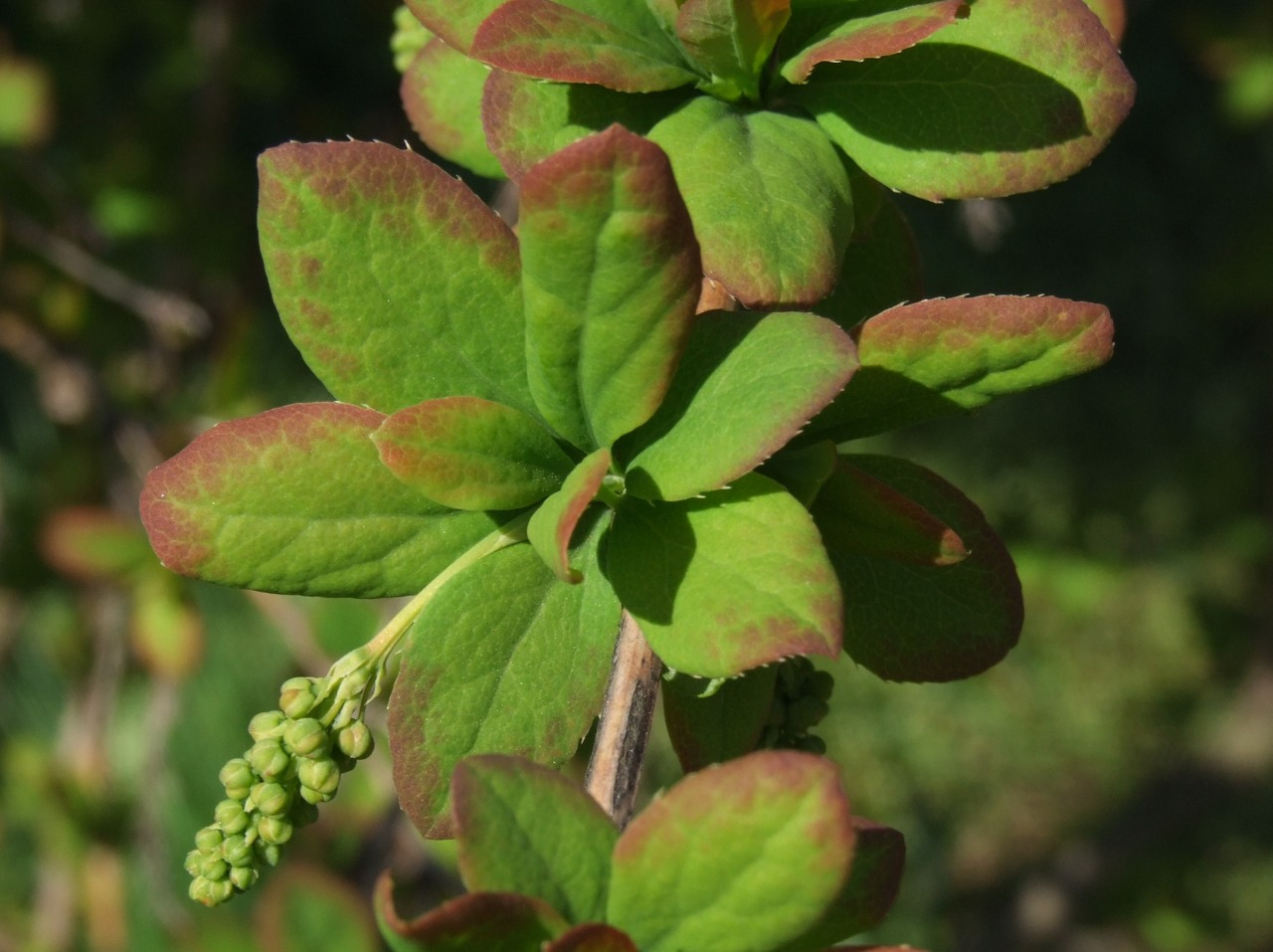